# Хасан Хаджихасан
Хасан Илияз Хаджихасан е български бизнесмен и политик от ДПС, народен представител от парламентарната група на ДПС в XLI народно събрание. Бил е три мандата общински съветник от ДПС в община Велико Търново.

## Биография
Хасан Хаджихасан е роден на 29 юли 1955 година в град Търново, България. Завършил е специалност „Стопанско управление“ във ВТУ „Св. св. Кирил и Методий“.
На парламентарните избори през 2009 година е избран за народен представител от листата на ДПС.

### Парламентарна дейност
- XLI народно събрание – член (от 14 юли 2009)
- Парламентарна група на Движение за права и свободи – член (от 14 юли 2009)
- Комисия по регионална политика и местно самоуправление – член (от 29 юли 2009)
- Група за приятелство България – Азербайджан – член (от 23 октомври 2009)
- Група за приятелство България – Аржентина – член (от 23 октомври 2009)
- Група за приятелство България – Австралия – зам.-председател (от 23 октомври 2009)
- Група за приятелство България – Белгия – член (от 23 октомври 2009)
- Група за приятелство България – Босна и Херцеговина – член (от 23 октомври 2009)
- Група за приятелство България – Бразилия – член (от 23 октомври 2009)
- Група за приятелство България – Германия – член (от 23 октомври 2009)
- Група за приятелство България – Дания – член (от 23 октомври 2009)
- Група за приятелство България – Египет – член (от 23 октомври 2009)
- Група за приятелство България – Ирак – член (от 23 октомври 2009)
- Група за приятелство България – Иран – член (от 23 октомври 2009)
- Група за приятелство България – Ирландия – член (от 23 октомври 2009)
- Група за приятелство България – Йордания – член (от 23 октомври 2009)
- Група за приятелство България – Кувейт – член (от 23 октомври 2009)
- Група за приятелство България – Ливан – член (от 23 октомври 2009)
- Група за приятелство България – Мароко – член (от 23 октомври 2009)
- Група за приятелство България – Норвегия – член (от 23 октомври 2009)
- Група за приятелство България – Португалия – член (от 23 октомври 2009)
- Група за приятелство България – Словакия – член (от 23 октомври 2009)
- Група за приятелство България – Словения – член (от 23 октомври 2009)
- Група за приятелство България – САЩ – член (от 23 октомври 2009)
- Група за приятелство България – Сирия – член (от 23 октомври 2009)
- Група за приятелство България – Тайланд – член (от 23 октомври 2009)
- Група за приятелство България – Турция – член (от 23 октомври 2009)
- Група за приятелство България – Филипини – член (от 23 октомври 2009)
- Група за приятелство България – Финландия – член (от 23 октомври 2009)
- Група за приятелство България – Холандия – член (от 23 октомври 2009)
- Група за приятелство България – Хърватия – член (от 23 октомври 2009)
- Група за приятелство България – Черна гора – член (от 23 октомври 2009)
- Група за приятелство България – Чехия – член (от 23 октомври 2009)
- Група за приятелство България – Чили – член (от 23 октомври 2009)
- Група за приятелство България – Швеция – член (от 23 октомври 2009)
- Група за приятелство България – Република Южна Африка – член (от 23 октомври 2009)
- Група за приятелство България – Япония – член (от 23 октомври 2009)